# Konrád z Montferratu
Konrád z Montferratu, či také Konrád I. Jeruzalémský (piemontsky Conrà ëd Monfrà, italsky Corrado del Monferrato; 1145? – 28. dubna 1192) byl italský šlechtic, přední účastník třetí křížové výpravy a sňatkem od 24. listopadu 1190 de iure jeruzalémský král. Faktickým králem byl pouze několik dní před svou smrtí.

## Mládí
Konrád byl druhým synem markýze Viléma V. z Montferratu a jeho ženy Judity Babenberské. Byl bratrancem římského císaře Fridricha I. Barbarossy, francouzského krále Ludvíka VII. a rakouského vévody Leopolda V.
Konrád se narodil v Montferratu, v oblasti Piemontu v severozápadní Itálii, avšak přesné místo i rok zůstávají neznámé. První zmínka o Konrádovi z Montferratu je ve smlouvě z roku 1160, kdy sloužil na dvoře svého strýce z matčiny strany, Konráda Babenberského, biskupa pasovského a pozdějšího arcibiskupa salcburského, a kdy mu bylo zhruba kolem patnácti let:
| „ | Konrád byl rázný ve zbrani, velmi chytrý v přirozených mentálních schopnostech a učením, laskavý v charakteru i činech, obdařený všemi lidskými ctnostmi. | “ |
| — | |   |

Od svých dvaceti let byl aktivním diplomatem a stal se vyhlášeným vojenským velitelem. Bojoval po boku dalších členů rodu Montferrat v bojích s Lombardskou ligou. Své první manželství uzavřel s neznámou ženou, která však zemřela, aniž měla s Konrádem potomky.

## Konrád v Byzantské říši
Roku 1179 rodina Montferrat uzavřela přátelské vztahy s byzantským císařem Manuelem I. a Konrád spojenectví ctil a s vojskem vytáhl proti armádě římského císaře Fridricha I. Barbarossy, kterému velel císařský kancléř, arcibiskup Kristián Mohučský. V září téhož roku Konrád Kristiána u Camerina porazil a arcibiskupa vzal jako rukojmí. Zajatce poté předal svému bratru Bonifácovi a odjel do Konstantinopole, kde byl císařem za své úspěchy odměněn. Po smrti byzantského císaře Manuela I. v roce 1180 se Konrád vrátil do Itálie.
V zimě na přelomu let 1186/1187 nový byzantský císař Izák II. Angelos nabídl svou sestru Theodoru za nevěstu mladšímu Konrádovu bratrovi Bonifácovi, čímž by obnovil spojenectví mezi císařstvím a rodem Montferrat, které utrpělo díky císařově protizápadní a protilatinské politice. Bonifác však již ženatý byl, ale Konrád v nedávné době ovdověl a „chopil se kříže“ (vydal se na křížovou výpravu), čímž se připojil ke svému otci Vilémovi, který již v křižáckém Jeruzalémském království působil a s jeruzalémskou královskou rodinou byl příbuzensky spjat. Izák II. tedy svou sestru nabídl Konrádovi a ten se rozhodl přijmout a na jaře roku 1187 přijel do Konstantinopole, kde si Theodoru skutečně vzal. Díky tomuto sňatku mu byl císařem udělen titul caesar. Nicméně téměř okamžitě se Konrád musel po boku císaře zapojit proti vzpouře generála Alexia Brana. Podle Niketa Choniata Konrád přiměl slabého císaře, aby převzal iniciativu. Konrád bojoval v rozhodující bitvě s Alexiem a v bitvě byl lehce zraněný na rameni, a Alexios, který přišel i o koně byl zajat a popraven stětím hlavy svými strážci.
Nicméně Konrád odměnu, kterou dostával od Byzantinců za svou službu, nepovažoval za uspokojivou a navíc se mu nelíbila byzantská protizápadní politika. V červenci roku 1187 proto na janovské obchodní lodi odplul z Konstantinopole na Blízký východ, do Jeruzalémského království.

## Obrana Tyru

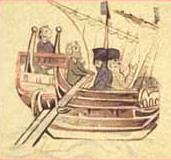
Konrádův příjezd do Tyru

Konrád se nejdříve po příjezdu do Palestiny chtěl připojit ke svému otci, který držel hrad St. Elias a nejdříve zamířil do Akkonu, který následně padl do Saladinových rukou. Konrád poté odplul do Tyru, kde se shromáždily zbytky evropské armády, které Saladinovu ofenzivu přežily. Po bitvě u Hattínu, kde Saladin porazil jeruzalémského krále Guye z Lusignanu Saladin postupoval do Palestiny od severu a postupně dobyl Akkon, Sidon a Bejrút. Hrabě z Tripolisu Raimond III. a jeho nevlastní synové, Reginald ze Sidonu a několik dalších vysokých jeruzalémských šlechticů, kteří se od Hattínu zachránili, se shromáždili v Tyru, ale většina z nich měla obavy vracet se na svá území ve vnitrozemí a pokoušet se je bránit. Raimond III. nedlouho po bitvě vážně onemocněl a krátce na to zemřel.
Reginald ze Sidonu byl poté zmocněn k vyjednávání se Saladinem během jeho obléhání Tyru. Když dorazil do města Konrád, shodil Saladinovy standarty na znak vzdoru do příkopů, čímž si mezi obyvateli města získal respekt. Vzestup jeho moci se vyvíjel na pozadí dramatické reality. Reginald zatím odjel z Tyru, aby znovuvybudoval opevnění svého hradu Beaufort na řece Lítání v Libanonu. S pomocí italských obyvatel města Konrád znovuvybudoval obranu Tyru a zřídil městskou komunu, podobnou té, která byla běžná v italských městských státech a proti kterým Konrád častokrát bojoval.
Když Saladinova vojska přitáhla k Tyru, zjistila, že město je dobře zásobené a připravené na válku. Arabský kronikář Ali ibn al-Athír psal o muži, kterého se muslimové naučili bát a respektovat ho pod jménem al-Markis:
| „ | Byl ztělesněním ďábelských schopností vládnout a bránit město a mužem neobyčejné odvahy. | “ |

Tyros, mimo jiné i za pomoci loďstva sicilského krále Viléma II., obléhání úspěšně vzdorovalo. Saladin později obléhání ukončil a přesunul se dále na jih, kde zaútočil na Caesareu, Jaffu a Arsuf. Konrád zatím poslal tyrského arcibiskupa Joscia do Evropy, aby sehnal podporu od evropských vládců.
V listopadu roku 1187 se Saladin k Tyru vrátil a podruhé jej oblehl. Konrád z Montferratu obráncům stále velel a město bylo nyní těžce opevněné, ale také plné křesťanských osadníků, kteří před Saladinem prchli z celého Jeruzalémského království. Tehdy Saladin zvolil kombinovaný pozemní a námořní útok a nechal svou flotilou zablokovat tyrský přístav. Saladin se také pokoušel Konráda vydírat, když nechal jeho starého otce Viléma, kterého zajal u Hattínu, chodit kolem hradeb s výhrůžkou, že bude usmrcen, pokud se Konrád nevzdá. Konrád však odpověděl, že jeho otec již žil dost dlouho a je načase, aby zemřel. Saladin poznamenal na Konrádovu adresu:
| „ | Ten muž je až neuvěřitelně krutý. | “ |

Saladin však svůj nápad o zabití Konrádova otce nemyslel zcela vážně a starého markýze v Tortose v roce 1188 propustil, aby se mohl vrátit ke svému synovi.
30. prosince 1187 Konrádovy jednotky zaútočily na bojem unavené egyptské námořníky a zajaly mnoho egyptských lodí. Zbytek Saladinovy flotily se pokusil uprchnout do Bejrútu, ale tyroské lodě je pronásledovaly a muslimové byli donuceni přistát na pustém pobřeží a utéci před Konrádovými vojáky pěšky do vnitrozemí. Když se Saladin dozvěděl o útoku na své námořnictvo, rozhodl se zaútočit po souši na město doufaje, že většina obránců se účastní bitvy na moři. Konrád však byl přítomen ve městě a vyrazil se zbylým vojskem ven z hradeb a Saladinův útok odrazil. V této bitvě se vyznamenal jeden z Konrádových velitelů Hugo z Tiberiady. Saladin po této porážce raději podruhé ukončil obléhání, spálil obléhací stroje a raději i zbývající lodě z obavy, aby nepadly do rukou Konráda a ustoupil.

## Boj o korunu

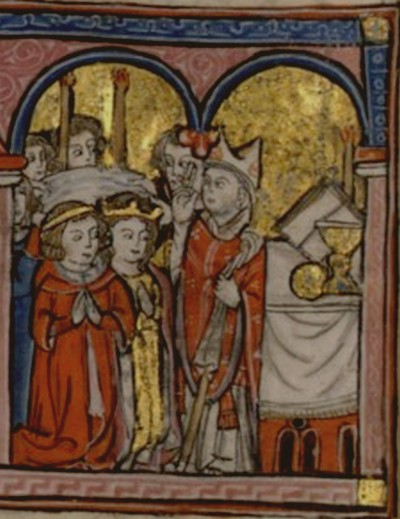
Svatba s Isabelou Jeruzalémskou

V létě roku 1188 Saladin propustil ze zajetí jeruzalémského krále Guye z Lusignanu pod podmínkou, že odejde z Palestiny. Guy však ihned požádal církev, aby ho slibu daného muslimovi zprostila a ta mu bez váhání vyhověla. Následujícího roku se Guy setkal i se svým bratrem Amaurym a rozhodl se odejít s vojskem, které se mu podařilo dát dohromady do Tyru, kde na Konrádovi požadoval uznání svého královského postavení a předání města. Tohle Konrád odmítl a Guye, jeho ženu královnu Sibylu a vojáky nevpustil do města. Ti tak byli nuceni tábořit mimo městské hradby.
Guy se poté rozhodl, že nebude jen tak nečinně přihlížet a zaútočil na Akkon. Obránci města, kteří Guyovi oddíly početně převyšovali, první nápor sice odrazili, ale to však krále neodradilo a rozbil tábor, aby město obléhal. Je s podivem, že obránci okamžitě nevytáhli z města, aby se s útočníky vypořádali, neboť posádka ve městě na to vojensky měla. Guyova armáda byla tak malá, že ani neobklíčila celé město. Avšak postupně se k němu připojovalo stále více oddílů křižáckých baronů a později také první oddíly z Evropy a i zbytky křížové výpravy římsko-německého císaře Fridricha I. Barbarossy, která včetně českých houfců dorazila z Anatolie. Nakonec se i Konrád nechal svým bratrancem Ludvíkem III. přesvědčit, aby se k obléhání přidal.
Během obléhání Akkonu zemřela jeruzalémská královna Sibyla i její a Guyovy dcery Alix a Marie, čímž v očích mnohým šlechticů Lusignan ztratil nárok na trůn. Titul tedy automaticky přešel na Sibylinu mladší sestru Isabelu, která byla vdaná za Homfroie IV. z Toronu. Konrád se chopil příležitosti a za podpory Isabeliny matky Marie Komnenovny, jejího manžela a obránce Jeruzaléma Baliana z Ibelinu a Reginalda ze Sidonu zinscenoval soudní proces, kdy se mu podařilo Isabelino manželství s Homfroiem zrušit. Následně Isabelu pojal za manželku sám, navzdory tomu, že byl stále ženatý s Theodorou Angelovnou. A navíc byla Isabela díky předchozím manželstvím rodiny Montferratů s členy jeruzalémské královské rodiny Konrádovou mladší nevlastní sestrou. Vzhledem k nestabilní vojenské a politické situaci v Palestině zástupci církve v čele s papežským legátem Ubaldem Lanfranchim Konrádovi bigamii i zjevné krvesmilstvo mlčky tolerovali. Svatba se konala 24. listopadu 1190 a Konráda s Isabelou oddal biskup z Beuvais Filip z Dreux – Konrádův synovec z druhého kolene. Tímto aktem se Konrád stal titulárním Jeruzalémským králem. Guy z Lusignanu se však svého postavení vzdát nemínil.
Když do Svaté země dorazili evropští králové, aby se účastnili boje proti nevěřícím, začali se rovněž angažovat v nástupnickém sporu. Anglický král Richard I. Lví srdce se postavil na stranu svého bývalého vazala z Evropy Guye z Lusignanu, kdežto Konráda podpořil francouzský král Filip II. August a rakouský vévoda Leopold V. Protože ani jedna strana nechtěla ze svých požadavků ustoupit, spor se proto vyřešil kompromisem: Guy zůstane králem po zbytek života a Konrád s Isabelou (a jejich potomci) se stanou jeho nástupci. Toto uspořádání na čas vztahy urovnalo a boj o Akkon mohl pokračovat.
12. července 1191 se Akkon křižákům vzdal. Dva týdny na to se francouzský král Filip rozhodl vrátit domů. Richard I. ještě celý rok zůstal a hned se vydal na další tažení na jih. Konrád se k němu nepřipojil a raději zůstal s Isabelou v Tyru. Během zimy začal Konrád vyjednávat se Saladinem na vlastní pěst a bez Richardova vědomí. Obával se přitom, že Richard by ho mohl vyhnat z Tyru a dosadit na jeho místo Guye z Lusignanu. Konrádovým hlavním cílem bylo být uznán jako král v severních křižáckých státech, tedy v Tripolském hrabství a Antiochijském knížectví, zatímco Saladin sledoval záměr, aby se Konrád do Richardových vojenských akcí příliš nezapojoval.
Čas velkých a rozhodujících bitev třetí křížové výpravy ustal a mezi křižáky se opět začaly množit spory, mimo jiné i znovu spor o nástupnictví mezi Guyem a Konrádem. Mnoho místních šlechticů nebylo spokojeno s Guyem, coby jeruzalémským králem, který nebyl populární už před bitvou u Hattínu. Richard Lví srdce, který i nadále stranil Guyovi se problémy snažil odsouvat a znepřátelené strany konejšit, ale to nešlo napořád. Nakonec však Richard poznal, že šlechticů, kteří podporují Konráda z Montferratu je daleko více, než těch, kteří stojí na straně vládnoucího krále Guye. Richard proto rozhodl, aby si místní baroni krále zvolili sami: Konrád byl za krále zvolen drtivou většinou a Guy byl nucen uznat svou porážku.

## Konrádova smrt
Konrád však nebyl nikdy korunován. 28. dubna se těhotná Isabela opozdila v tureckých lázních.
| „             | Konrád byl hostem biskupa z Tyru v úterý třináctého dne druhého rabí'u a nasytil se svým posledním jídlem, neboť nastal jeho poslední den. Ten, kdo mu měl odebrat veškerou naději, stál u dveří. … Pojedl, aniž by věděl, jaký pád ho čeká. Jedl a pil, nasytil se a uspokojil, vyšel ven a odjel v sedle, když se na něj vrhli dva muži, spíše dva opelichaní vlci a dýkami zastavili jeho pohyb, až spadl poblíž těch sklepů. Potom jeden z nich uprchl, vstoupil do kostela, když předtím odehnal onu zlopověstnou duši. Markýz probodený, avšak stále ještě při životě, pravil: „Doneste mě do kostela.“ Donesli ho tam, domnívajíce se, že ho odnesli na zcela bezpečné místo. Když ho však uviděl jeden z jeho vrahů, přiskočil k němu znovu, aby ho dorazil a uštědřil mu ránu na ránu, jizvu na jizvu. Frankové oba vrahy zajali a zjistili, že jsou odpadlíky ze sekty ismá'ílitů. | “ |
| — Imád-ad-Dín | |   |

Není zcela jasné, zda Konrád po útoku ještě nějakou dobu žil, či okamžitě zemřel, v každém případě útok byl pro něho smrtelný. Příkaz k jeho vraždě dal šejk Rašíd ad-Dín Sinan, křižáky zvaný Stařec z hor.

## Rodina
Konrádův mladší bratr Bonifác se stal vůdcem čtvrté křížové výpravy a později založil v Řecku Soluňské království. Nejmladší bratr Renier byl nevlastním synem byzantského císaře Manuel I. a nejstarší bratr Vilém byl prvním manželem jeruzalémské princezny Sibyly a otcem krále Balduina V.
Po smrti Konrádova otce Viléma V. v roce 1191 se Konrád stal také markýzem z Montferratu a hlavou rodu. Po jeho smrti Konrádovo místo zaujal mladší Bonifác. Konrádova vlastní dědička Marie z Montferratu, která se po Isabelině smrti roku 1205 stala jeruzalémskou královnou, se narodila jako pohrobek. Konrádova bývalá žena Theodora, která v polovině devadesátých let 12. století byla ještě naživu, získala klášter, ze kterého si udělala vlastní rezidenci.